# Suikereekhoorns
Suikereekhoorns (Petaurus) zijn een geslacht van klimbuideldieren uit de familie Petauridae. De wetenschappelijke naam van het geslacht werd in 1791 gepubliceerd door George Shaw. Het geslacht omvat acht soorten.

## Kenmerken
De suikereekhoorns kenmerken zich door een vlieghuid en kunnen daardoor zweven. Ze zijn overigens niet de enige buideldieren die dat hebben; ook de vliegende buidelmuis (Acrobates pygmaeus) en de reuzenkoeskoes (Petauroides volans) kunnen zweven.

## Verspreiding en leefgebied
Deze soort komt voor in Australië, Nieuw-Guinea en enkele oostelijke eilanden van Indonesië.
Enkele soorten worden bedreigd door het verlies van hun leefgebied. Alleen de gewone suikereekhoorn en Petaurus biacensis komen nog algemeen voor.

## Soorten
Het geslacht Petaurus omvat de volgende soorten:
- Petaurus abidi Ziegler, 1981
- Petaurus ariel (Gould, 1842)
- Petaurus australis Shaw, 1791 – Grote suikereekhoorn
- Petaurus biacensis Ulmer, 1940
- Petaurus breviceps Waterhouse, 1839 – Suikereekhoorn
- Petaurus gracilis de Vis, 1883
- Petaurus norfolcensis (Kerr, 1792) – Grijze suikereekhoorn
- Petaurus notatus Peters, 1859